# Phaonia paucispina
Phaonia paucispina är en tvåvingeart som beskrevs av Fang och Xiaolong Cui 1988. Phaonia paucispina ingår i släktet Phaonia och familjen husflugor. Inga underarter finns listade i Catalogue of Life.